# Hartmut Lademacher
Hartmut Lademacher (5 de julho de 1948) é um empresário alemão, ele também é dono da empresa LHS Telekommunikation e dono de castelos na Croácia e Saint-Tropez, atualmente sua fortuna é de 4,7 milhões.   

## Casamento e família
Lademacher é casado com Gabriela Schneider e tem dois filhos. Sua filha Claire Margareta Lademacher é eposa do príncipe Félix de Luxemburgo, o segundo filho do grão-Duque Henrique e da grã-duquesa Maria Teresa de Luxemburgo. 